# Mądrość Syracha
Mądrość Syracha [Syr], Eklezjastyka [Ekli] – jedna z ksiąg dydaktycznych (mądrościowych), zaliczanych przez Kościół katolicki i prawosławny do ksiąg deuterokanonicznych Starego Testamentu. 
Jest to jedna z nielicznych ksiąg Starego Testamentu, w której pojawia się imię autora: Jezus, syn Syracha.

## Opis
Księga Syracydesa zawiera uniwersalne pouczenia moralne dotyczące ludzkiego życia. Podejmuje tematykę mądrości, zachęca do jej poszukiwania w życiu. Mądrość według Syracha jest ściśle związana z bojaźnią Bożą. Przedstawia, a także krótko opowiada w poetycki sposób historię najważniejszych postaci biblijnych i przedstawia rozważania autora na temat Boga i człowieka.
Księga została napisana po hebrajsku ok. roku 190 p.n.e. w Jerozolimie (tekst hebrajski zachował się jedynie w postaci fragmentu 6 rozdziału – zwój 2Q18 znad Morza Martwego pochodzący z drugiej połowy I w. p.n.e.). Po roku 132 p.n.e. (38 rok panowania króla Euergetesa II) Mądrość Syracha została przetłumaczona na grekę w Egipcie przez wnuka autora, o czym informuje on w dodanym przez siebie prologu. Księga, podobnie jak wszystkie księgi deuterokanoniczne nie weszła w skład kanonu judaistycznego, choć do X wieku korzystali z niej pisarze rabinistyczni. W Kościele katolickim istniały wahania co do jej przyjęcia. Używana była jednak powszechnie przez starożytnych pisarzy kościelnych, a jej kanoniczność w sposób dogmatyczny Kościół Katolicki potwierdził na Soborze Trydenckim. Jedynie prolog pochodzący od tłumacza nie został uznany jako natchniony i nie wlicza się do numeracji w wydaniach Biblii. 
Z księgi tej korzystał również John Wesley, współtwórca Kościoła metodystycznego, jakkolwiek nie uważał jej za natchnioną.

## Treść Mądrości Syracha za Biblią Tysiąclecia
- Tajemnica Mądrości
- Bojaźń Boża
- Cierpliwość i opanowanie siebie
- Mądrość i prawość charakteru
- Bojaźń Boża w pouczających doświadczeniach
- Obowiązki względem rodziców
- Pokora
- Pycha
- Miłosierdzie względem biednych
- Zasady postępowania Mądrości
- Wstyd i wzgląd ludzki
- Prawda i dobroć
- Bogactwa i zuchwałość
- Opanowanie języka
- Panowanie nad sobą
- Przyjaciele
- Zdobywanie mądrości
- Dzieci i żona
- Rodzice
- Kapłani
- Biedni i doświadczani
- Roztropność i zastanowienie
- Kobiety
- Obcowanie z ludźmi
- Rządzenie
- Przeciw pysze
- Kary za pychę
- Kto jest godzien czci
- Pokora i prawda
- Nie kieruj się pozorami
- Potrzeba rozwagi
- Ufność w pomoc Pana
- Ostrożność wobec obcych
- Właściwa dobroczynność
- Prawdziwi i fałszywi przyjaciele
- Przestawaj z równymi sobie
- Bogaty i ubogi
- Serce
- Zazdrość i skąpstwo
- Szczęście mędrca
- Wolność ludzka
- Przekleństwo bezbożnych
- Pan jest wszechwiedzący i wszechmocny
- Człowiek w dziele stworzenia
- Boski Sędzia
- Zachęta do pokuty
- Wielkość Boga
- Nicość człowieka
- Sposób dawania jałmużny
- Należy mądrze przewidywać
- Opanowanie siebie samego
- Roztropność w mowie
- Upomnienia
- Prawdziwa i fałszywa mądrość
- Roztropne mówienie i milczenie
- Dziwne sprzeczności
- Panuj nad językiem
- Kłamstwo
- Strzeż się grzechu
- Mędrzec i głupi
- Wyrodne dzieci
- Mądrość i głupota
- Wierność w przyjaźni
- Modlitwa o czystość w słowach, myślach i czynach
- Roztropność w mowie
- Mowy nieobyczajne
- Strzeż się rozpusty
- Przemowa mądrości
- Uwagi autora o mądrości i Prawie
- Mądrość naucza o dobrym i złym człowieku
- Dobra i zła żona
- Smutne wypadki
- Handel
- Mowa
- Sprawiedliwość
- Tajemnice
- Obłuda
- Nienawiść
- Kłótnie
- Złe języki
- Pożyczka
- Jałmużna
- Poręka
- Gościnność
- Wychowanie
- Zdrowie i bogactwo
- Radość
- Bogactwo
- Uczty
- Wino
- Bojaźń Boża
- Nierówność położenia
- Refleksje autora nad swoim dziełem
- Bądź niezależny
- Niewolnicy – słudzy
- Sny
- Podróże
- Prawda życia
- Prawo i ofiary
- Sprawiedliwość Boża
- Modlitwa o wybawienie Izraela
- Naucz się roztropnie rozróżniać
- Przyjaciel
- Doradca
- Prawdziwa i fałszywa mądrość
- Zdrowie i umiarkowanie
- Lekarz i leki
- Żałoba po zmarłym
- Mądrość uczonych w Piśmie
- Wezwanie do chwalenia Pana
- Wielka troska człowieka
- Bojaźń Pańska najwyższym dobrem
- Żebractwo
- Śmierć
- Los grzeszników
- Wstyd
- Troska ojca o córki
- Chwała Boża w naturze
- Niebo
- Słońce
- Księżyc
- Gwiazdy
- Tęcza
- Cuda natury
- Chwała Boża w historii Izraela
  - Henoch
  - Noe
  - Abraham
  - Izaak i Jakub
  - Mojżesz
  - Aaron
  - Pinchas
  - Jozue i Kaleb
  - sędziowie
  - Samuel
  - Natan i Dawid
  - Salomon
  - Roboam
  - Jeroboam I
  - Eliasz
  - Elizeusz
  - niewierność i kara
  - Ezechiasz i Izajasz
  - Jozjasz
  - ostatni królowie i Jeremiasz
  - Ezechiel
  - Zorobabel i arcykapłan Jozue
  - Nehemiasz
  - wielkość patriarchów
  - arcykapłan Szymon
- Zachęta
- Przysłowie wtrącone
- Hymn pochwalny ocalonego
- Opinia autora na temat szukania mądrości